# Camponotus buchholzi
Camponotus buchholzi är en myrart som beskrevs av Mayr 1902. Camponotus buchholzi ingår i släktet hästmyror, och familjen myror. Inga underarter finns listade.